# 縣道134號
縣道134號（伸港－彰化），西起彰化縣伸港鄉六塊寮，東至彰化縣彰化市過溝，全長共計10.862公里（公路總局資料）。

## 支線（已解編）

### 甲線
縣道134甲線（打鐵山－莿桐腳），北起彰化縣和美鎮打鐵山，南至彰化縣彰化市莿桐腳 ，全長共計4.404公里。 

### 乙線
縣道134乙線（和美－打鐵山），全長3.791公里，打鐵山以北有新闢道路連接。

## 歷史沿革
- 1962年台灣各等級公路依公路法予以編號，台中～梧棲路段納編為縣道134號。
- 1978年，縣道134號全線正式升格為今省道台12線。
- ?年伸港－彰化路段新編成縣道134號。
- 2013年12月17日交通部公告將縣道134號彰美路1段至民生路路段解編，迄點調整為與台1丙線相交處。另外將國道3號線和美交流道聯絡道路納入縣道134乙線。
- 2017年11月3日交通部公告將縣道134甲線及縣道134乙線全線解編，原路段併編為新縣道135號，原縣道135號全線解編。[1]

## 行經行政區域
全線均位於彰化縣境內。
| 伸港鄉 | 六塊寮   | 0.000  | 台17線 · 彰195線 | 公路起點 彰195線起點 |
| 伸港鄉 | 六塊寮   | －     | 彰2線            | 彰2線終點            |
| 伸港鄉 | －       |        |                  |                      |
| 伸港鄉 | 伸港市區 | －     | 台61乙線         |                      |
| 伸港鄉 | 伸港市區 | －     | 彰4線            |                      |
| 伸港鄉 | －       |        |                  |                      |
| 伸港鄉 | 埤子墘   | －     | （地區道路）     |                      |
| －     |          |        |                  |                      |
| 和美鎮 | 火燒     | －     | （地區道路）     |                      |
| 和美鎮 | －       |        |                  |                      |
| 和美鎮 | 月眉     | －     | （地區道路）     |                      |
| 和美鎮 | 月眉     | －     |                  |                      |
| 和美鎮 | 月眉     | －     | （無）           |                      |
| 和美鎮 | －       |        |                  |                      |
| 和美鎮 | 和美市區 | －     | 彰192線          | 彰192線終點          |
| 和美鎮 | 和美市區 | －     | 彰201線          |                      |
| 和美鎮 | 和美市區 | －     | 彰9線            |                      |
| 和美鎮 | 和美市區 | －     | 彰6線            |                      |
| 和美鎮 | 頂山寮   | －     | （地區道路）     |                      |
| 和美鎮 | 頂山寮   | －     |                  |                      |
| 和美鎮 | 頂山寮   | －     | （地區道路）     |                      |
| 和美鎮 | 下柑子井 | －     | 彰11線           | 與彰11線共線起點     |
| 和美鎮 | 下柑子井 | －     | 彰11線           | 與彰11線共線終點     |
| 和美鎮 | 打鐵山   | －     | 縣道135號        |                      |
| 和美鎮 | －       |        |                  |                      |
| 和美鎮 | 新庄子   | －     | （地區道路）     |                      |
| 和美鎮 | 韶安厝   | －     | （地區道路）     |                      |
| 彰化市 | 過溝     | 10.862 | 台1丙線          | 公路終點             |
| 共線   |          |        |                  |                      |

## 沿線路名
- 中興路
- 新港路
- 和港路
- 德美路
- 彰美路

## 沿線設施與景點
- 彰化縣和美鎮和東國民小學